# لورا تافاريس
لورا تافاريس (بالإنجليزية: Laura Tavares)‏ هي متسابقة بياثل أمريكية، ولدت في 12 ديسمبر 1965 في نيوارك في الولايات المتحدة.

## وصلات خارجية
- لورا تافاريس على موقع IBU (الإنجليزية)
- لورا تافاريس على موقع الاتحاد الدولي للتزلج (التزلج الريفي) (الإنجليزية)
- لورا تافاريس على موقع أوليمبيديا (الإنجليزية)